# دومانگتسه (استان ماسوویان)
دومانگتسه (به لهستانی:  Domanice) یک روستا در لهستان است که در گمینا دومانگتسه واقع شده‌است. دومانگتسه ۳۰۴ نفر جمعیت دارد.